# Stevan Raičković
Stevan Raičković (Neresnica, 5. jul 1928 — Beograd, 6. maj 2007) bio je srpski pesnik i akademik.

## Biografija
Gimnaziju je učio u Senti, Kruševcu, Smederevu i Subotici, gde je 1947. i maturirao. Studirao je na Filozofskom fakultetu u Beogradu, a već sa 17 godina počeo je da objavljuje pesme u „Književnosti”, „Mladosti”, „Književnim novinama” i „Politici”. Od 1949. godine počinje da objavljuje pesme po beogradskim listovima i časopisima; iste godine postao je saradnik Literarne redakcije Radio Beograda, a na tom zaposlenju je ostao do 1959. godine, kada počinje da radi kao urednik u izdavačkoj kući „Prosveta”.
Raičković je bio urednik u „Prosveti” do 1980. godine. Za dopisnog člana Srpske akademije nauka i umetnosti izabran je 1972. godine, a za redovnog 1981.
Objavio je više od dvadeset zbirki pesama, sedam knjiga za decu, nekoliko knjiga eseja. Prvu zbirku „Detinjstvo” objavio je 1950. godine, da bi već sledećom „Pesma tišine”, dve godine kasnije, bio primećen.
Prevodio je ruske pesnike, Anu Ahmatovu, Marinu Cvetajevu, Josifa Brodskog, sačinio je izbor poezije Borisa Pasternaka. U prepevu „Sedam ruskih pesnika” i antologiji „Slovenske rime” predstavio je i moderne ruske pesnike. Preveo je i Šekspirove sonete i „Deset ljubavnih soneta” Frančeska Petrarke. Sabrana dela Stevana Raičkovića objavljena su 1998. godine.
Raičkovićeva poezija objavljena je na ruskom, poljskom, češkom, slovačkom, mađarskom, bugarskom, rusinskom, albanskom, slovenačkom i makedonskom jeziku.

## Pesnik o poeziji
„Zamislio sam bio kako jednoga jutra sve novine u svetu, pa naravno i kod nas, objavljuju na prvim stranicama, sitnim slovima, kratku, ali senzacionalnu informaciju — da od tog dana više neće biti pesnika i da poeziju više niko neće pisati!
Zamislio sam bio i reakciju na sve ovo:
Bila bi to jedna takva vest koju bi ljudi (čak i oni koji nikada nisu čitali poeziju, nikada videli živog pesnika) primili možda isprva i sa lakim smeškom, a već malo zatim — sa ogromnim iznenađenjem i nevericom, pa čak i sa neskrivenom jezom: kao neki zlokobni alarm da je u svetu, nešto nevidljivo, ali u samim njegovim temeljima, eto, zauvek puklo… (Kao da je naglo, preko noći, izumrla neka pitoma vrsta ili iščileo neki plemeniti plod, na koje je svet, otkada zna za sebe, bio navikao…)
Sledeći ovu naivnu sliku-uobrazilju zamišljam da bi se u njoj možda mogao napipati i neki realniji smisao, neka bar simbolična poruka: poezija ima neki svoj tačno određeni povesni i civilizacijski značaj, pa i neko svoje bar kakvo-takvo mesto čak i u našoj ciničnoj savremenosti, inače, ruku na srce, ne bi ni postojala, niti bi se održala do naših dana. (A postoji, koliko se zna, u različitim oblicima, otkada se zna i o čoveku.) Druga je pak stvar ona ignorantska činjenica što se o njenom postojanju i prisustvu među nama ne razmišlja baš mnogo, pa da budem još konsekventniji: poezija se zapravo i ne opaža u svakodnevnom životu. Ali, ona se ne primećuje (naravno, u jednoj sasvim drugačijoj srazmeri) na onaj način kao što se ne opaža ni vazduh koji svakoga trena udišemo, niti se oseća sopstveno zdravlje sve dok ga još uveliko imamo…”

## Iz književne kritike o pesnikovom delu
1. Raičkovićeva poezija je autentična slika njegovog bića. Otmena i dostojanstvena, ona je izraz pesnikove otmenosti i dostojanstvenosti, jer, veli Tin Ujević, ko nema stila u životu, ne može da ga ima ni u literaturi, kako nema velikoga pesnika bez dostojna čoveka. Poezija sama bira svoga pesnika, a ne pesnik poeziju. U slučaju Stevana Raičkovića čini nam se da raskola nema: postignuta je potpuna ravnoteža između dva izuzetna bića, bića poezije i bića pesnika. (...) U čemu je tajna Raičkovićevog otkrića? Najverovatnije u doslednosti, asketskoj doslednosti, i svojoj opsesiji i svojoj viziji. Pre svega, u tome. Uspostavivši osnovicu i stožer svoje poezije, Raičković je odmah na početku odredio i svoj put. Sve je u njegovoj poeziji smireno, u ravnoteži, bez erupcije i bura, osenčeno blagom i bolnom rezignacijom. Sve što se događa, događa se iznutra, u samim suštinama. — Slobodan Rakitić[3]
2. Element koji je zajednički velikom broju pesama Stevana Raičkovića je, svakako, to što je perspektiva iz koje se gleda na neku pojavu, neku stvar ili neko biće povezana sa duševnim stanjem samog lirskog subjekta, sa onim što se starinski nazivalo raspoloženje, pesnikova emocija. Zahvaljujući tome, u poeziji ovog pesnika ćemo sretati vrlo raznolike perspektive iz kojih se oblikuje lirski opis. — Radivoje Mikić, Motivacija pesme[4]
3. Postavljanje pesme, poezije, na sâm vrh vrednosne lestvice, posvećenje pesmi i posvećenje pesme, htenje da se poeziji, njenoj estetskoj i smislodavnoj meri saobrazi život sâm, predstavlja temelj Raičkovićeve lirske pozicije. — Dragan Hamović, S očima što vide i ono čeg nema[4]
4. U poeziji Stevana Raičkovića, jedan od najznačajnijih motiva je motiv pesme, odnosno, poezije. Smisao poezije, ali i života — jer su oni u neraskidivoj vezi — pesnik sagledava iz različitih pozicija i, gotovo uvek, u vezi sa drugim motivima svog pevanja poput kamena, trava, prolaznosti, smrti, detinjstva, tišine, usamljenosti ili Tise. — Jasmina Tonić, Dve Tise ili o smislu pevanja[4]

## Nagrade
Dobitnik je brojnih nagrada:
1. Nagrada Udruženja književnika Srbije, za knjigu Balada o predvečerju, 1956.
2. Oktobarska nagrada grada Beograda, za knjigu Kasno leto, 1958.
3. Književna nagrada „Neven”, za knjigu Družina pod suncem, 1960.
4. Zmajevа nagrada, za knjigu Kamena uspavanka, 1963.
5. Sedmojulska nagrada, za knjigu Kamena uspavanka, 1963.,
6. Nagrada „Miloš N. Đurić”, za knjigu Slovenske rime (izbor i prepev), 1976.
7. Nagrada Zmajevih dečjih igara, 1977.
8. Nagrada „Branko Miljković”, za knjigu Slučajni memoari, 1978.
9. Nagrada „Ljubiša Jocić”, za poemu „Slučajni memoari”, 1982.
10. Nagrada „Goranov vijenac”, za poeziju, 1985.
11. Oktobarska nagrada grada Herceg Novog, 1989.
12. Njegoševa nagrada, za knjigu Pesme, 1993.
13. Dučićeva nagrada, 1994.
14. Vukova nagrada, 1994.
15. Nagrada „Desanka Maksimović”, 1995.
16. Nagrada „Pečat grada pisaca”, Herceg Novi.
17. Nagrada „Drainac”, 1996.
18. Nagrada „Zlatni krst kneza Lazara”, 1996.
19. BIGZ-ova nagrada, specijalna, 1996.
20. Nagrada „Vasko Popa”, za knjigu Rane i kasne pesme, 1997.
21. Nagrada „Belovodska rozeta”, za celokupno delo a posebno za knjigu Jedan mogući život, 1997.
22. Nagrada „Odzivi Filipu Višnjiću”, za knjigu Suvišna pesma, 1998.
23. Nagrada „Dušan Vasiljev”, za celokupno delo, 1998.
24. Književna nagrada „Biblios”, za Sabrana dela, 1998.
25. Nagrada „Laza Kostić”, za Sabrana dela, 1998.
26. Nagrada „Žička hrisovulja”, 1999.
27. Nagrada Zadužbine Jakova Ignjatovića, za doprinos srpskoj modernoj lirici, 1999.
28. Nagrada „Književni vijenac Kozare”, 2002.
29. Nagrada „Zlatni ključ Smedereva”, 2002.
30. Povelja Zmajevih dečjih igara, 2002.
31. Nagrada „Bogorodica Trojeručica”, za poeziju, 2003.
32. Povelja Udruženja književnika Srbije, 2003.
33. Nagrada „Zlatni ključić”, 2004.
34. Nagrada Srpske književne zadruge, 2004.
35. Nagrada „Izvanredan Zlatni beočug”, 2004.
36. Nagrada „Meša Selimović”, za knjigu Fascikla 1999/2000, 2005.

## Dela

### Knjige pesama
- Detinjstva (1950),
- Pesma tišine (1952),
- Balada o predvečerju (1955),
- Kasno leto (1958),
- Tisa (1961),
- Kamena uspavanka (1963),
- Stihovi (1964),
- Prolazi rekom lađa (1967),
- Varke (1967),
- Zapisi (1971).
- Zapisi o crnom Vladimiru (1971),
- Slučajni memoari (1978),
- Točak za mučenje (1981),
- Panonske ptice (1988),
- Monolog na Topoli (1988),
- Svet oko mene (1988),
- Stihovi iz dnevnika (1990)
- Fascikla 1999/2000 (2004)

### Poetski i prozni zapisi
- Čarolija o Herceg-Novom (1989),
- Suvišna pesma (1991)
- Kineska priča (1995)

### Proza
- Intimne mape (1978)
- Zlatna greda (1993);

### Esejistički i memoarski tekstovi
- Beleške o poeziji (1978),
- Portreti pesnika (1987),
- Dnevnik o poeziji (1990),
- Dnevnik o poeziji II (1997),
- Nulti ciklus (1998),
- U društvu pesnika (2000),
- Slova i besede (2000),
- Linija magle (2001)
- Monolog o poeziji (2001);

### Knjige za decu
- Veliko dvorište (1955),
- Družina pod suncem (1960),
- Gurije (1962),
- Krajcara i druge pesme (1971),
- Vetrenjača (1974),
- Male bajke (1974)
- Slike i prilike (1978);
- Selidba (1983)

### Poetski prepevi
- Šekspirovi soneti (1964),
- Šest ruskih pesnika (1970),
- zatim dopunjeno izdanje pod naslovom Sedam ruskih pesnika,
- Deset ljubavnih soneta Frančeska Petrarke posvećenih Lauri (1974),
- Slovenske rime (1976)
- Zlatna jesen — izbor iz poezije Borisa Pasternaka — (1990);

### Autobiografija
- Jedan mogući život 2003

## Spoljašnje veze
- Biografija na sajtu SANU
- Stevan Raičković: Камена успаванка на Антологији српске књижевности ( формат)
- Стеван Раичковић: ПЕСМЕ, Дигитална Народна библиотека Србије
- Витез од сонета — Стеван Раичковић Архивирано на веб-сајту  (7. фебруар 2019), Ново Томић, Вечерње новости, фељтон, 8 наставака, 23. фебруар — 3. март 2005.
- Visoki Stevan srpske lirike („Večernje novosti”, 7. maj 2007)[мртва веза]
- Laka mu kamena uspavanka („Večernje novosti”, 10. maj 2007)[мртва веза]
- Радио-телевизија Републике Српске: Откривена биста Стевану Раичковићу, 4. 1. 2012. (језик: српски)